# Glypta tuberculifrons
Glypta tuberculifrons là một loài tò vò trong họ Ichneumonidae.